# Heinrich Schäfer (Historiker)
Heinrich Schäfer  (* 25. April 1794 in Schlitz (Vogelsbergkreis); † 2. Juli 1869 in Gießen) war ein deutscher Historiker, Bibliothekar, Romanist, Lusitanist und Hispanist.

## Leben und Werk
Schäfer besuchte das Gymnasium in Bad Hersfeld, studierte Theologie in Gießen und wurde Hauslehrer in Darmstadt. Ab 1821 war er Sekretär, dann Bibliothekar an der Hofbibliothek in Darmstadt.
Von 1833 bis zu seinem Tod war Schäfer ordentlicher Professor für Geschichte an der Justus-Liebig-Universität Gießen, 1864 auch Rektor, ab 1864 auch Direktor der Universitätsbibliothek. 1840/1841 und 1847/1848 sowie 1863/1864 war er zudem Rektor der Universität. Seit 1856 war er auswärtiges Mitglied der Bayerischen Akademie der Wissenschaften.
Schäfer widmete sein Gelehrtenleben der Geschichte Portugals und Spaniens, wozu er (nach eigenen Anfängen) von Jacob Grimm ermuntert worden war.

## Werke
- Geschichte von Portugal (Allgemeine Staatengeschichte.  Abt. 1. Geschichte der europäischen Staaten, hrsg. von Arnold Heeren)
  - 1. Von der Entstehung des Staates bis zum Erlöschen der echten burgundischen Linie 1383, Hamburg 1836
  - 2. Vom Erlöschen der echten burgundischen Linie bis zum Schlusse des Mittelalters, Hamburg 1839
  - 3. Vom Regierungsantritt des Königs Manuel bis zur Vereinigung Portugals mit Spanien, Hamburg  1850
  - 4. Von der Vereinigung Portugals mit Spanien bis zur Absetzung des Königs Alfonso VI., Hamburg 1852
  - 5. Von der Absetzung des Königs Alfonso VI. bis zum Ausbruch der Revolution im Jahr 1820, Gotha 1854 (mit Register)
    - (französisch durch Henri Soulange-Bodin) Histoire de Portugal, depuis sa séparation de la Castille jusqu’à nos jours, Paris (1840-)1858 (in einem Band); Histoire de Portugal d’après la grande histoire de Schaeffer continuée jusqu’à nos jours par M. Jules Lacroix de Marlès, Tours 1867 (Kurzfassung)
    - (portugiesisch aus dem Französischen durch Joseph Lourenço Domingues de Mendonça) Historia de Portugal desde o começo da monarchia em 1095 até á época actual, Lissabon 1842 ff; Historia de Portugal desde 1820 até 1910, continuada por José Agostinho, Porto 1893–1899
- Geschichte von Spanien  (Allgemeine Staatengeschichte.  Abt. 1. Geschichte der europäischen Staaten, hrsg. von Arnold Heeren)
  - [Erster Band: Friedrich Wilhelm Lembke, Die Zeiten von der vollständigen Eroberung durch die Römer bis gegen die Mitte des neunten Jahrhunderts, Stuttgart 1831]
  - Zweiter Band: Von den ersten Jahrzehnten des neunten Jahrhunderts bis zum Anfang des zwölften, Hamburg 1844
  - Dritter Band: Geschichte des südöstlichen Spaniens, insbesondere seiner inneren Zustände im Mittelalter, Gotha 1861